# Сільцівська сільська рада (Ковельський район)
Сільцівська сільська рада — колишня адміністративно-територіальна одиниця та орган місцевого самоврядуванняу Ковельському районі Волинської області з центром у селі Сільце. Рада була утворена 22 грудня 1986. 
Припинила існування 14 серпня 2015 року через входження до складу Велицької сільської громади Волинської області. Натомість утворено Сільцівський старостинський округ при Велицькій сільській громаді.

## Населені пункти
Сільській раді підпорядковувались населені пункти:
- с. Сільце
- с. Арсеновичі
- с. Підліси
- с. Угли

## Склад ради
Сільська рада складалась з 12 депутатів та голови. З них одинадцятеро депутатів (91.7 %) є самовисуванцями та ще один депутат (8.3 %) від Української Народної Партії. 

## Керівний склад сільської ради
| ПІБ                       | Основні відомості                                                                | Дата обрання | Дата звільнення |
| ------------------------- | -------------------------------------------------------------------------------- | ------------ | --------------- |
| Леус Ольга Іванівна       | Сільський голова, 1946 року народження, освіта, член Української Народної Партії | 26.03.2006   | 31.10.2010      |
| Рибчук Олег Анастасійович | Сільський голова, 1977 року народження, освіта незакінчена вища, безпартійний    | 31.10.2010   |                 |

Примітка: таблиця складена за даними джерела

## Населення
Населення сільської ради згідно з переписом населення 2001 року становить 1,238 осіб.
| Населенні пункти  | 2001 рік | 1989 рік |
| ----------------- | -------- | -------- |
| Арсеновичі        | 281      | 980      |
| Підліси           | 240      | 300      |
| Сільце            | 468      | 490      |
| Угли              | 249      | 330      |
| Сукупне населення | 1,238    | 2,100    |

### Мова
Розподіл населення за рідною мовою за даними перепису 2001 року:
| Мова       | Відсоток |
| ---------- | -------- |
| українська | 99,52 %  |
| російська  | 0,48 %   |

## Географія
Сільрада розташована на крайньому сході Ковельського району та розбита Підрізькою сільською радою на два квазі-анклави. Граничить з південного боку з Рожищенським районом, а зі східного боку з — Маневицьким районом. З південно-західного боку межує з Велицькою сільською радою, із західного — з Мельницькою та з північного з — Підрізькою сільськими радами. Село Угли є найсхіднішим поселенням району.
На заході сільської ради протікає річка Стохід — притока Прип'яті (басейн Дніпра). Села Арсеновичі та Угли лежать на лівому березі Стоходу. 

## Визначні місця
- В селі Підліси знаходиться дерев'яна Дмитрівська церква. Зведена у 1910 році. Церква має охоронний статус під номером 176, згідно з рішенням № 76 від 3 квітня 1992 виконкому Волинської обласної ради. [7]